# Den du frygter
Den du frygter er en dansk dramafilm fra 2008, instrueret af Kristian Levring. Filmen, der havde premiere på Toronto Film Festival og siden dansk biografpremiere 19. december 2008, er produceret af Nordisk Film.

## Handling
Mikael har taget orlov, fordi han mener, han trænger til forandring i livet. Han går hjemme nu med sin kone Sigrid og datter Selma. Sigrids bror, Frederik, forsker i medicin og mangler nogen til at tage nogle eksperimentelle lykkepiller for at se, om der er bivirkninger. Mikael melder sig og får pillerne, der hedder LimeTech. Han tager pillerne, uden hans kone Sigrid og datter Selma ved det. Han skriver dagbog om, hvordan han har det hver dag og om pillernes virkning. Pillerne får ham gradvist til at føle sig mere fri og føle, at han ingen grænser har.
Da Frederiks hold lukker forsøget ned, fordi flere af forsøgspersonerne begynder at udvise aggressiv og voldelig adfærd, nægter Mikael at give slip på den frihed, han synes pillerne giver ham. I al hemmelighed fortsætter han med at tage dem.
Efterhånden begynder Mikael at overskride flere og flere grænser uden at udvise særlig omtanke over for de mennesker, han sårer undervejs i processen. Han bliver selv bekymret over denne udvikling og prøver at tage det op med Frederik, som afslører, at Mikael har fået placebo hele tiden, da han ikke ville udsætte sin svoger for usikker medicin.
Samtidig opdager Selma Mikaels dagbog, og i panik spærrer Mikael hende inde, da hun vil vise Sigrid den. Sigrid hører dog dette og kommer op at slås med Mikael. Kampen ender med, at Sigrid bliver lukket inde i kummefryseren.
På randen af total opløsning og omgivet af sin kones og datters desperate skrig beslutter Mikael sig for at stikke af. Kort efter slipper Sigrid ud af kummefryseren og slipper Selma fri.
Filmen slutter med, at Mikael står på en banegård efter at have besøgt sin mor på et plejehjem. Han udtrykker sorg over at have forladt sin familie og noterer, at han stadig prøver at finde ud af, hvornår og hvorfor tingene begyndte at gå galt for ham, men at minderne stadig er ubehagelige at tænke på.

## Medvirkende
- Ulrich Thomsen – Mikael
- Paprika Steen – Sigrid
- Emma Sehested Høeg – Selma
- Lars Brygmann – Frederik
- Stine Stengade – Ellen
- Bjarne Henriksen – Kenneth
- Bodil Udsen – Edith
- Henrik Prip
- Ole Boisen
- Jakob Fals Nygaard